# Sernik

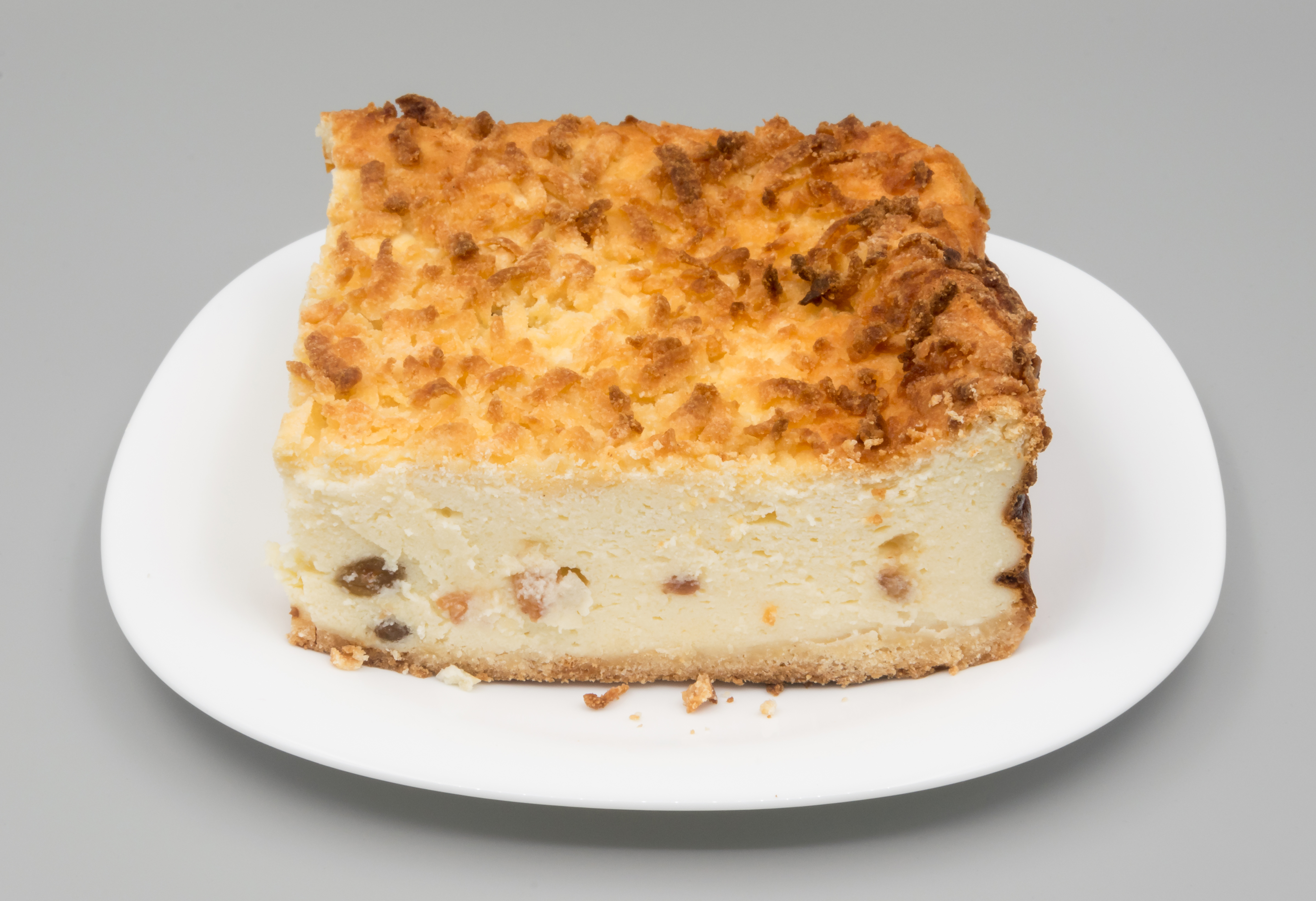
Sernik polski

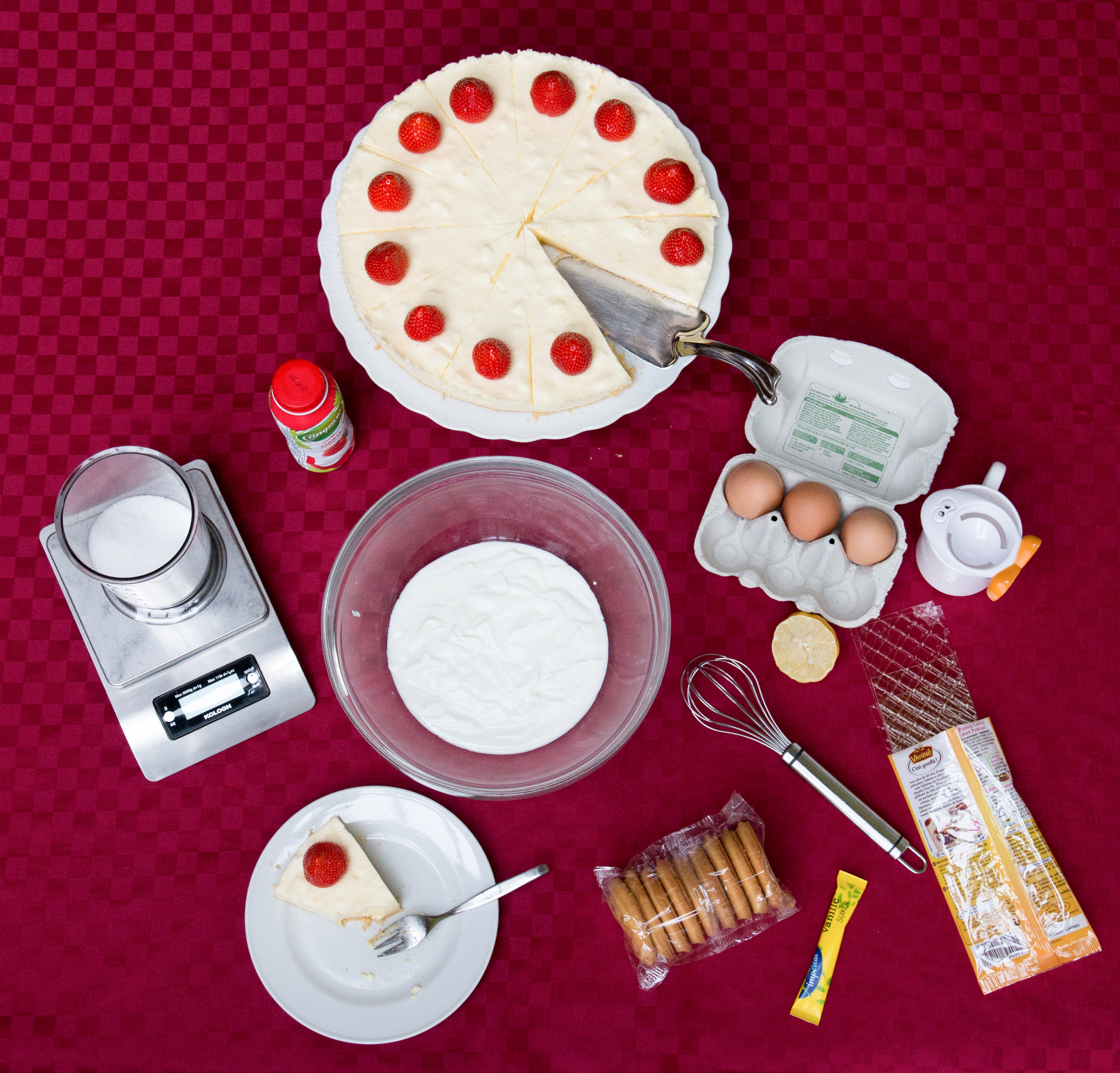
Początek i koniec sernika

Sernik – rodzaj ciasta deserowego lub deseru uformowanego na kształt ciasta, którego głównym składnikiem jest biały ser.

## Historia
Wypieki wykonane z sera znane były już w starożytnej Grecji. Około 350 roku p.n.e. deser plakous został po raz pierwszy wspomniany przez Archestratusa jako potrawa podawana wraz z suszonymi owocami i orzechami. Współczesny mu grecki komediopisarz Antyfanes przedstawił bogaty opis deseru plakous, który wyrabiało się z mąki pszennej i sera koziego jako głównych składników. Wraz z podbojem Grecji przez Cesarstwo Rzymskie, przepis na sernik poznali starożytni Rzymianie, nadając mu nazwę placenta .

## Rodzaje serników
| Typ sernika                              | Zdjęcie | Cechy wyróżniające | Przykładowy przepis |
| ---------------------------------------- | ------- | --- | --- |
| Sernik nowojorski                        |         | Masa serowa składa się z serka śmietankowego (cream cheese), śmietany, jajek i cukru. Spód wykonuje się z krakersów z mąki graham zmieszanych z masłem, całość może być polana sosem truskawkowym | |
| Sernik wiedeński                         |         | Sernik bez spodu | |
| Sernik japoński (スフレチーズケーキ)     |         | Sernik sufletowy, charakteryzujący się lekkością i puszystością, wysoko wyrośnięty wypiek bez spodu. Pieczony jest w bemarze w kąpieli wodnej | |
| Sernik królewski (Russischer Zupfkuchen) |         | Niemiecki sernik, którego oryginalna nazwa to Russischer Zupfkuchen. Sernik charakteryzuje się czekoladowym spodem, pieczoną masą serową i czekoladową kruszonką na wierzchu | |
| Sernik polski                            |         | Polski sernik (regionalnie serownik; dawniej serowiec) wykonany jest z tłustego lub półtłustego twarogu, zagęszczony dodatkami skrobiowymi (mąką pszenną, kaszą manną, skrobią ziemniaczaną – także pod postacią budyniu w proszku – lub gotowanymi ziemniakami). Do masy często dodaje się bakalie, zazwyczaj rodzynki lub kandyzowaną skórkę pomarańczową. | Podstawowe składniki wypieku to: zmielony twaróg, jajka, cukier, masło, niewielka ilość dodatku skrobiowego, sól, proszek do pieczenia oraz wanilia, cukier wanilinowy lub inny środek aromatyzujący. Często masa serowa wykładana jest na uprzednio podpieczony spód z ciasta kruchego lub półkruchego. Wierzch bywa pokrywany (przed upieczeniem) startym na tarce o grubych oczkach ciastem kruchym albo posypany kruszonką. Po upieczeniu wypiek bywa dekorowany lukrem, polewą czekoladową, frużeliną itp.                                                           |
| Flaó                                     |         | Wypiek o smaku anyżu, mięty, sera i cukru. Przepis pochodzi z Ibizy, tradycyjnie podawane jest z okazji Wielkanocy. Pierwsza wzmianka na temat tego wypieku pochodzi z 1252 roku. | |
| Sernik gotowany                          |         | | Masło uciera się wpierw z cukrem i żółtkami, potem ze zmielonym twarogiem, następnie łączy się z pianą ubitą z białek, a w końcu zagotowuje z proszkiem budyniowym rozrobionym w mleku. Sernik po wyłożeniu do formy należy schłodzić w lodówce. |
| Budyń z twarogu                          |         | Zobacz: budyń (potrawa gotowana na parze). | |
| Sernik na zimno                          |         | Sernik na zimno przygotowuje się bez obróbki termicznej: składa się on ze spodu (z herbatników lub biszkoptu), masy serowej zestalonej żelatyną, żółtkami lub agar-agar oraz warstwy galaretki na wierzchu. Warstwa galaretki może być wzbogacona owocami | Podstawowe składniki na masę serową zestalaną żelatyną to: zmielony twaróg albo serek homogenizowany (lub np. mascarpone) i ubita śmietanka, cukier oraz żelatyna. Sernik na zimno można przygotować także bez żelatyny: z masła utartego z żółtkami, cukrem i zmielonym twarogiem. Spód sernika może być wykonany z wcześniej upieczonego ciasta, warstwy nasączonych biszkoptów (szampanek), pokruszonych herbatników itp. Przygotowaną masę serową wykłada się na tenże spód, pokrywa warstwą tężejącej galaretki i w końcu całość schładza się w lodówce do stężenia. |